# Albert Canal Bartrina
Albert Canal Bartrina (Olot, la Garrotxa, 10 de juliol de 1991) és un futbolista professional català que juga com a defensa central al club Resources Capital de la Premier League de Hong Kong.

## Carrera de club
Nascut a Olot, Girona, Catalunya, Canal va començar la seva carrera a l'equip sènior de la UE Llagostera a Tercera Divisió, ajudant-lo a ascendir per primera vegada a Segona Divisió B en la seva única temporada. El desembre del 2010 va fitxar pel seu veí el RCD Espanyol, i va ser destinat al filial al tercer nivell.
Canal va debutar al primer equip el 13 de desembre de 2011, substituint el 82 el seu company del planter Víctor Álvarez en un partit de Copa del Rei contra el Celta de Vigo (0-0 com a visitant, global de 4-2). Va continuar jugant exclusivament amb l'equip B fins a la seva cessió el juny de 2012, després va tornar al seu primer club, ara en tercera divisió.
L'octubre de 2020, Canal va signar pel club de la Premier League de Hong Kong, Resources Capital.